# Torre de Cal Moliner
La Torre de Cal Moliner és un edifici del municipi de Castelldefels (Baix Llobregat) declarat bé cultural d'interès nacional.

## Descripció
És una torre de planta quadrada, formava part del recinte exterior del castell de la vila. Està adossat a un altre edifici i l'accés es fa pel primer pis. A mitjana altura encara hi és visible una finestra trífora, feta amb la típica pedra rogenca local, igual que la resta d'obertures i les cantonades. Està coronada per una cornisa de pedra, afegida al pas del segle xix al segle xx.